# Rolleville
Rolleville é uma comuna francesa na região administrativa da Normandia, no departamento de Sena Marítimo. Estende-se por uma área de 7,07 km². Em 2010 a comuna tinha 1 207 habitantes (densidade: 170,7 hab./km²).